# 潘维廉
潘维廉（英語：William N. Brown，1956年—），出生于瑞士苏黎世，曾任瑞士国际航空公司飞行员，美国人。1992年申请到了中国永久居留证。现任厦门大学管理学院外籍教授。2020年获"感动中国"2019年度人物奖。
其代表作为《老潘的中国来信》。

## 生平
1976到1978年身为美军在台湾服役，服役期间曾偶然发现一张名为“来自天堂的一封信”的中国大陆宣传单，便萌生了想去大陆看看的想法。1988年由于厦门大学招收外籍教师，其便与厦门大学有了不解之缘。